# ぼくのいのち
『ぼくのいのち』は、2016年（平成28年）3月23日の21:00-22:54に読売テレビ制作・日本テレビ系列で放送されたスペシャルドラマ。
2004年、兵庫県のある家庭で起きた、闘病の実話を原作としたものである。

## 概要
明るくて元気な4歳の次男が100万人に1人とも言われる稀なガンの一種である肝芽腫を発症し、「2年生存率0%」と言われる中、希望を捨てず家族全員で病気に立ち向かっていく。
ドラマの終盤に、モデルとなった少年が2016年現在16歳となり、元気に高校生活を送っている様子が放送された。

## キャスト
川田 三千代（かわだ みちよ）
演 - 木村佳乃
専業主婦。
川田 大介（かわだ だいすけ）
演 - 北村一輝
重機オペレータ。
川田 真人（かわだ まさと）
演 - 大山蓮斗
長男、5歳。
川田 祐平（かわだ ゆうへい）
演 - 横山歩
次男、4歳。
川田 温彦（かわだ はるひこ）
演 - 有山実俊（乳児期）、松田泰知
三男。
中村 せつこ（なかむら せつこ）
演 - 高畑淳子
三千代の母。
中村 憲雄（なかむら のりお）
演 - 竜雷太
三千代の父。
中村 雪絵（なかむら ゆきえ）
演 - 北川弘美
三千代の妹。
蒔田 昭司（まきた しょうじ）
演 - 升毅
大介の職場の上司。
小野寺 美咲（おのでら みさき）
演 - 木南晴夏
祐平の通う幼稚園の幼稚園教諭、ひよこ組の担任。
三國 隆晴（みくに たかはる）
演 - 佐々木蔵之介
大学病院の医師。祐平の移植手術を担当。
その他
田中幸太朗、中島ひろ子、尾関伸嗣、玉置孝匡、山崎千恵子ほか

## スタッフ
- 脚本 - 吉田紀子
- 演出 - 国本雅広
- 音楽 - 羽毛田丈史
- 主題歌 - Anly「笑顔」（ソニー・ミュージックレコーズ）
- 撮影 - 上野彰吾
- 特殊メイク - 梅沢壮一
- 編集 - 清水正彦（ビーグル）
- 医療美術 - 井口浩
- レントゲン写真加工 - 岡野正広
- CG - 福川孝太郎
- 医療監修 - 坪井正博
- 医療指導 - 荒牧修
- 技術協力 - アップサイド
- 美術協力・音響効果 - アックス
- スタジオ - 砧スタジオ
- 企画協力 - オルタスジャパン
- チーフプロデューサー - 中村泰規
- プロデューサー - 汐口武史、高橋史典（ケイファクトリー）
- 制作協力 - ケイファクトリー
- 製作著作 - 読売テレビ